# Popielatki
Popielatki (Eremomelinae) – podrodzina ptaków z rodziny chwastówkowatych (Cisticolidae).

## Występowanie
Podrodzina obejmuje gatunki występujące w Afryce i na Filipinach.

## Systematyka
Do podrodziny należą następujące rodzaje:
- Eremomela Sundevall, 1850
- Drymocichla Hartlaub, 1881 – jedynym przedstawicielem jest Drymocichla incana Hartlaub, 1881 – kameruńczyk
- Schistolais Wolters, 1980
- Urolais Alexander, 1903 – jedynym przedstawicielem jest Urolais epichlorus (Reichenow, 1892) – ostrosterek
- Artisornis Friedmann, 1928
- Oreolais Nguembock, Fjeldså, Couloux, Cruaud & Pasquet, 2008
- Oreophilais Clancey, 1991 – jedynym przedstawicielem jest Oreophilais robertsi (Benson, 1946) – paprotniczek
- Phragmacia Brooke & Dean, 1990 – jedynym przedstawicielem jest Phragmacia substriata (A. Smith, 1842) – tamarysznik
- Apalis Swainson, 1833
- Phyllolais Hartlaub, 1881 – jedynym przedstawicielem jest Phyllolais pulchella (Cretzschmar, 1830) – akacjówek
- Spiloptila Sundevall, 1872 – jedynym przedstawicielem jest Spiloptila clamans (Cretzschmar, 1826) – sahelka
- Poliolais Alexander, 1903 – jedynym przedstawicielem jest Poliolais lopezi (Alexander, 1903) – białosterka
- Calamonastes Sharpe, 1883
- Camaroptera Sundevall, 1850

Rodzaje o bliżej nieokreślonym pokrewieństwie w stosunku do pozostałych taksonów:
- Micromacronus Amadon, 1962 – jedynym przedstawicielem jest Micromacronus leytensis Amadon, 1962 – tymaleczka